# Super Mario World
Super Mario World, conocido en Japón como Super Mario World: Super Mario Bros. 4, es un videojuego de plataformas desarrollado por Nintendo EAD y publicado por Nintendo para la Super Nintendo Entertainment System (SNES). Fue lanzado en Japón en 1990, América del Norte en 1991, Europa y Australia en 1992. El jugador controla a Mario en su búsqueda para salvar a la Princesa Peach y Dinosaur Land del antagonista de la serie Bowser y los Koopalings. Es similar a los anteriores juegos de Super Mario: se controla al protagonista a través de una serie de niveles en los que el objetivo es llegar al poste de la meta al final. Super Mario World presenta a Yoshi, un dinosaurio montable que puede comerse a los enemigos.
Nintendo Entertainment Analysis & Development lo desarrolló, bajo la dirección de Takashi Tezuka y del productor y creador de la saga, Shigeru Miyamoto. Es el primero de la franquicia para SNES y estuvo diseñado para aprovechar al máximo las características técnicas de la consola. El equipo tuvo más libertad en comparación con las entregas de la serie para Nintendo Entertainment System (NES). Conceptualizaron a Yoshi durante la producción de los títulos de NES, pero no se usó hasta Super Mario World debido a limitaciones de hardware.
La entrega a menudo se le considera uno de los juegos sobresalientes de la serie y se cita como uno de los mejores jamás creados. Vendió más de veinte millones de copias en todo el mundo, lo que lo convierte en el título de SNES más vendido. También condujo a una serie de televisión animada del mismo nombre y una secuela Yoshi's Island (1995). Se relanzó en múltiples ocasiones: es parte de la compilación de 1994 Super Mario All-Stars + Super Mario World para la consola y publicado para Game Boy Advance como Super Mario World: Super Mario Advance 2 (2001), para la Consola Virtual en las plataformas Wii, Wii U y New Nintendo 3DS, y como parte del Super NES Classic Edition. El 3 de marzo de 2016, se estrenó para la New Nintendo 3DS. En 2019, se incluyó para Nintendo Switch Online como parte del servicio de videojuegos clásicos.

## Sistema de juego
Super Mario World es un videojuego de plataformas de desplazamiento lateral en dos dimensiones en el que el jugador controla a los protagonistas Mario o Luigi. Comparte una jugabilidad similar a la mecánica utilizada en anteriores juegos entregas de la serie —como Super Mario Bros., Super Mario Bros.: The Lost Levels, y Super Mario Bros. 3— pero introduce varios elementos nuevos. Además de las habilidades como correr y saltar encontradas en las anteriores, está la posibilidad de flotar con la ayuda de Cape Feather y P-Balloon y ejecutar nuevos estilos de brincos, tales como el Spin Jump, lo que le permite aplastar enemigos, rebotar de manera segura en aquellos que normalmente son invulnerables o romper ciertos bloques, esto último solo es posible si tiene un potenciador activo. Tiene noventa y seis salidas del final de nivel en total.
Se puede explora a través de dos pantallas: por medio de un mapa del mundo con un recorrido de desplazamiento lateral. Se muestra una representación aérea actual y tiene varios caminos que van desde la entrada hasta un castillo. Los senderos se conectan con paneles de acción, fortalezas, casas fantasma, castillos y otros íconos, que permiten tomar diferentes rutas para alcanzar la meta. Si el personaje se mueve en pantalla a un panel de acción o castillo permite el acceso a ese curso. La mayor parte se desarrolla en estas etapas lineales, poblados de obstáculos y rivales, lo que implica que se debe atravesar el escenario corriendo, saltando, esquivar o derrotar adversarios. El usuario recibe una cantidad de vidas, que se pierden una si Mario entra en contacto con un enemigo, si cae en un pozo sin fondo, es aplastado, toca lava o se queda sin tiempo. El videojuego se termina cuando se queda sin vidas, aunque puede continuar desde el punto de guardado más reciente —un castillo, fortaleza o casa embrujada completado con éxito— seleccionando «Continuar». Cada zona cuenta con una fase final, en la que deberá enfrentarse a un jefe al cual derrotar; en los primeros siete hay fortalezas que están controladas por cada uno de los Koopalings, mientras que en el octavo se tendrá que enfrentar a Bowser dentro de su castillo. Super Mario World incluye una opción multijugador que permite a dos personas jugar alternando turnos para navegar por el mapa general y acceder a las etapas; el primero controla a Mario, mientras que el segundo a su hermano, Luigi.
Además de los potenciadores utilizados en entregas anteriores como el súper champiñón y la flor de Fuego, Super Mario World tiene uno nuevo llamado «Cape Feather», la cual le otorga una especie de capa que le permite volar por un corto período de tiempo. Se presenta la capacidad de «almacenar» un poder adicional en una caja en la parte superior central de la pantalla. Por ejemplo, si se obtiene una flor de fuego o una Cape Feather aparecerá un súper hongo en el cuadro. Si recolecta una estrella, se volverá invencible y no podrá ser herido por los contrincantes. Sin embargo, no lo protege de caer en lava o en un pozo sin fondo y si se queda sin tiempo. Si es golpeado por un adversario, el objeto almacenado caerá automáticamente. Alternativamente, se puede liberar manualmente el elemento almacenado en cualquier momento.
El juego presenta a Yoshi, un dinosaurio compañero en el que Mario puede montar y que es capaz de comer a la mayoría de los enemigos. Si intenta tragarse un Koopa o su concha, puede escupirlo y dispararlo a los oponentes. Si no logra escupido dentro de un cierto período de tiempo, se lo tragará, volviéndolo inútil. Al sostener cualquier caparazón en su boca, gana la habilidad que corresponde a su color: uno azul le permitirá volar, uno amarillo le hace emitir nubes de polvo que derrotan a los rivales cercanos, y uno roja le permite producir tres bolas de fuego que los derrotan. Los proyectiles parpadeantes de Koopa producen las tres habilidades, mientras que los verdes ninguna. El Yoshi predeterminado es de color verde, pero también los hay azules, amarillos y rojos que están ocultos; el jugador puede obtener cada uno encontrando su huevo en áreas ocultas y alimentándolo con cinco oponentes o una estrella, súper hongo, flor de fuego o Cape Feather, lo que hace que el bebé madure.
Aunque el objetivo principal es navegar a través de siete mundos para llegar al final, se puede completar el título mucho más rápido usando rutas secretas en la Star Road. Para acceder a uno oculto, se necesita encontrar llaves repartidas por los niveles. Cuando se encuentra una, hay que llevar a un ojo de cerradura para desbloquear una nueva área o un Star Road. Explorar estas etapas secretas puede conducir a otras, como el Mundo Especial. La finalización de esta zona cambia permanentemente algunos de los sprites de los enemigos y altera la combinación de colores del mapa en general.

## Trama
La trama de Super Mario World se detalla en el manual de instrucciones. Después de salvar el Reino Champiñón en Super Mario Bros. 3, los hermanos Mario y Luigi acuerdan irse de vacaciones con la Princesa Toadstool a un lugar llamado «Dinosaur Land», un mundo de temática prehistórica donde habitan diversos tipos de dinosaurios y otros enemigos. Mientras descansaban en la playa, la princesa es capturada por Bowser. Cuando ambos se despiertan, ellos intentan encontrarla, y después de horas de búsqueda, se topan con un huevo gigante que yacía en un bosque. De repente, este eclosiona y de él sale un joven dinosaurio llamado Yoshi, quien les dice que han encerrados a sus amigos dentro de embriones por los hijos de Bowser, los malvados «Koopalings» (コクッパ Ko Kuppa?). Pronto se dan cuenta de que el responsable de estos actos debe ser el «Malvado Rey Koopa» Bowser (クッパ大王 Kuppa Daiō?), quien debió haber apresado a Toadstool también. Mario, Luigi se disponen a salvar a la princesa y a los amigos de Yoshi, explorando la isla y así derrotar al Rey Koopa y a los Koopalings. Para ayudarlo, el reptil le da a Mario una capa a medida que comienzan su travesía. Ambos personajes continúan siguiendo el rastro, derrotando a los hijos del malvado rey durante el proceso y de paso salvar, a todos los compañeros. Ellos finalmente llegan al castillo, donde ellos lo confrontan en una batalla final. Consecuentemente, los hermanos lo derrotan y salvan a la Princesa, restaurando así de nuevo la paz en «Dinosaur Land».

## Desarrollo

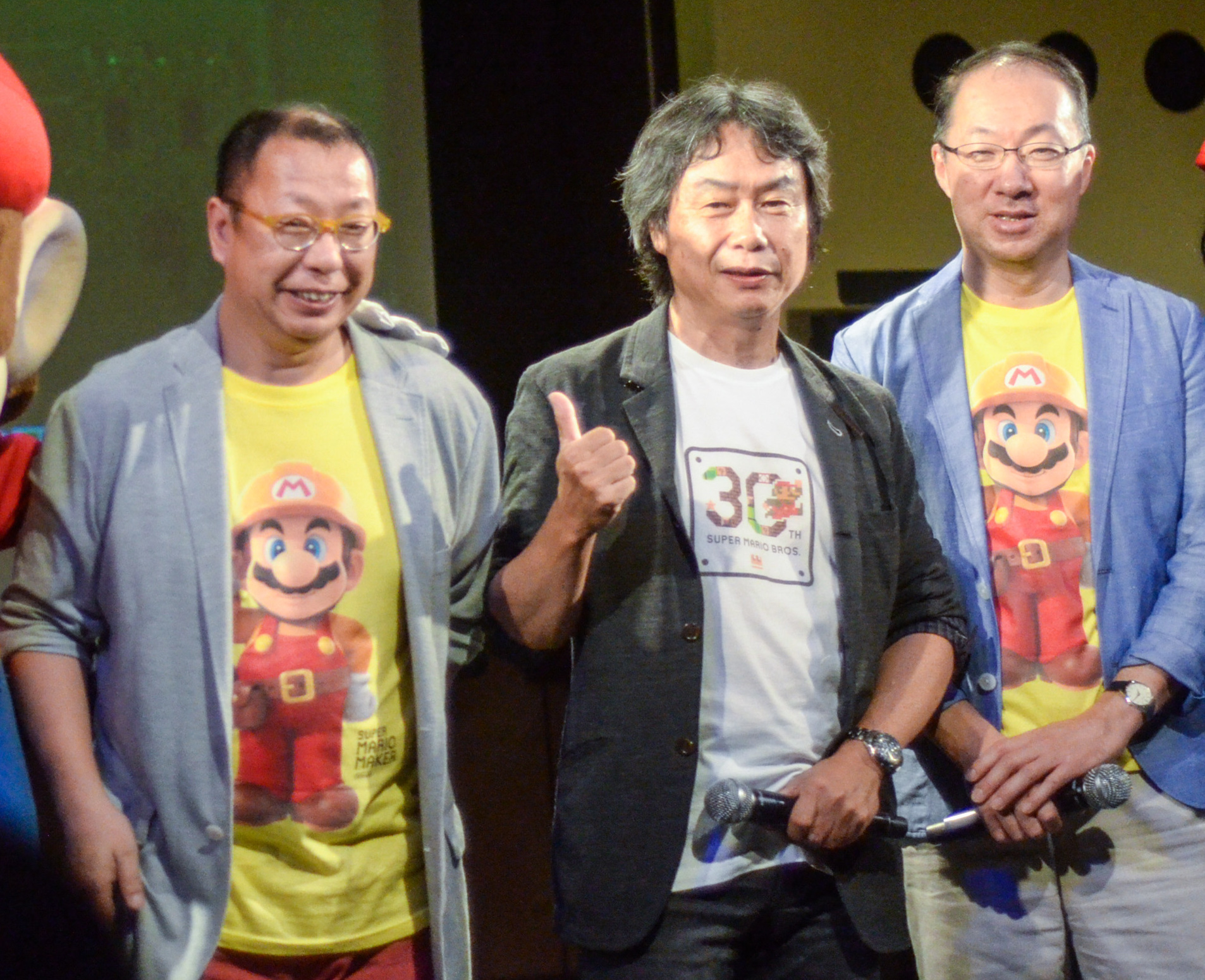
De izquierda a derecha: el director Takashi Tezuka, el productor Shigeru Miyamoto y el compositor Kōji Kondō, fotografiados en 2015.

El juego estuvo dirigido al igual que en previos títulos de la franquicia, por Takashi Tezuka, mientras que Shigeru Miyamoto, el creador de las series de Super Mario y The Legend of Zelda, es el productor. Shigefumi Hino asumió el papel de diseñador gráfico. Nintendo Entertainment Analysis and Development, manejó el desarrollo con un equipo de diez personas, incluidos tres programadores principales y un diseñador de personajes, la mayoría de los cuales habían trabajado en los anteriores. En una entrevista retrospectiva, el grupo central dijo que Miyamoto ejerció la mayor autoridad durante la producción.
Super Mario World es el primer videojuego de la serie desarrollado para el entonces próximo Super Nintendo Entertainment System (SNES). Como tal, se anticipó algunas dificultades al trabajar con un hardware nuevo y más avanzado. Según Tezuka, las herramientas de software aún no estaban completamente desarrolladas y el personal tuvo que «empezar algo nuevo». Miyamoto reconoció que ya no tenía restricciones sobre ciertas mecánicas como el desplazamiento y la cantidad de colores que podían implementar. Como experimento del soporte físico, el equipo porteó Super Mario Bros. 3 a la consola. Sin embargo, les pareció lo mismo, a pesar de los colores y sprites mejorados. Después de eso, se dio cuenta de que el objetivo sería utilizar el nuevo hardware para crear algo «totalmente nuevo».
Miyamoto declaró que siempre quiso incluir a un dinosaurio como compañero de Mario desde Super Mario Bros.; pero los ingenieros de Nintendo no podían adaptarlo debido a las limitaciones gráficas de la Nintendo Entertainment System (NES). La inspiración para Yoshi se remonta aún más atrás; Miyamoto diseñó un dragón verde para Devil World (1984) que compartía muchas similitudes con el personaje. Durante el desarrollo de Super Mario Bros. 3, tenía varios bocetos alrededor de su escritorio, incluida una imagen de Mario montando un caballo. A medida que avanzaba, el grupo optó por hacer la ambientación en una «tierra de dinosaurios», por lo que Tezuka le pidió al diseñador Shigefumi Hino que dibujara una criatura parecida a un reptil basada en los bocetos de Miyamoto. Originalmente produjo uno que Tezuka consideró demasiado reptiliano y «realmente no encajaba en el mundo de Mario», por lo que animó al diseñador a crear una figura «más lindo». Tezuka especuló que el amor del creador por montar a caballo, así como los temas country y wéstern, influyeron en su creación.
Reflexionando sobre cómo había creado diferentes melodías para Super Mario Bros. 3, el compositor Kōji Kondō decidió reutilizar los mismos temas para Super Mario World, aunque en una forma reorganizada. Al hacer esto, asumió que los jugadores serían capaces de reconocer las mismas tonalidades, mientras los exponían a nuevas variaciones de música a medida que avanzaban. Como esta entrega es la primera producida para SNES, se sintió «encantado» de poder componer melodía utilizando ocho ruidos a la vez. Para expresar la novedad tecnológica de la nueva consola, utilizó varios instrumentos diferentes, implementándolos uno tras otro en la melodía que da título al juego. A medida que avanzaba, se preocupó por cómo reaccionaría la gente ante sus combinaciones inusuales de instrumentos, ya que notó que el uso de ondas cuadradas y triangulares más tradicionales había «ganado aceptación» entre los consumidores. Para los efectos de sonido, decidió utilizar una variedad de instrumentos musicales, en lugar de ondas cuadradas, para enfatizar que utilizaba tecnología tradicional con un híbrido de nuevos materiales. Tardó alrededor de un año y medio en escribir toda la composición.
Super Mario World se hizo durante la guerra de consolas, resultado de la rivalidad entre la Super Nintendo y el sistema Sega Genesis de Sega, que vendió más que la primera y generó una intensa competencia entre ambas, siendo la primera vez desde diciembre de 1985 que Nintendo no lideró el mercado, aunque finalmente lo superó. La mascota de Sega, Sonic the Hedgehog, era vista por muchos como una alternativa más rápida y «cool» a Mario. Después del lanzamiento del juego, Miyamoto admitió públicamente que sentía que estaba incompleto y que el desarrollo se apresuró hacia el final.

## Lanzamiento
Super Mario World se lanzó por primera vez en Japón el 21 de noviembre de 1990 bajo el nombre de Super Mario World: Super Mario Bros. 4. Es uno de los dos juegos de lanzamiento para SNES en ese país, junto con F-Zero. Se público en Norteamérica el 23 de agosto de 1991. Nintendo también lanzó una versión para máquinas recreativas para que los jugadores pudieran probarlo antes de comprarlo.

### Reediciones
El videojuego se ha relanzado en una versión especial de Super Mario All-Stars, Super Mario All-Stars + Super Mario World, como un juego incluido para SNES en diciembre de 1994. Este contiene remakes mejorados de los primeros cuatro títulos de Super Mario lanzados para NES: Super Mario Bros., Super Mario Bros. 2, Super Mario Bros. 3 y Super Mario Bros.: The Lost Levels. A diferencia de los otros de la colección, Super Mario World es en gran medida idéntico a la versión original, pero los sprites de Luigi se actualizaron para convertirlo en un personaje distintivo en lugar de un cambio de paleta de Mario.

#### Super Mario Advance 2
El juego se ha porteado a Game Boy Advance como Super Mario World – Super Mario Advance 2 entre 2001 y 2002. Cuenta con el mismo número de niveles —aunque con una dificultad atenuada—, Luigi como figura jugable en un solo jugador con su comportamiento y apariencia característicos de Super Mario Bros. 2, soporte Game Link Cable para cuatro personas en el modo Mario Bros. Classic y la posibilidad de guardar partidas en cualquier lugar, en vez de simplemente después de vencer casas fantasma o castillos. Recibió buenas críticas; los revisores disfrutaron de sus nuevas inclusiones y la retención de la «sensación» del original. GameSpot lo nombró el mejor videojuego en febrero de 2002.

#### Relanzamientos
La versión de SNES se relanzó en la Consola Virtual de Wii en Japón el 2 de diciembre de 2006, en Estados Unidos el 5 de febrero de 2007 y en Europa el 9 de febrero de 2007. Se público para la Wii U en Norteamérica y Japón el 26 de abril de 2013 y en Europa el 27 de abril de 2013, junto con el estreno completo del servicio de la consola. El 3 de marzo de 2016, se lanzó para la Consola Virtual de la New Nintendo 3DS. Super Mario World también es uno de los veintiún juegos de SNES incluidos en la Super NES Classic Edition publicada en septiembre de 2017. El 5 de septiembre de 2019, Nintendo lo puso en su servicio Nintendo Switch Online como título de lanzamiento para los videojuegos de Super Nintendo.
La versión de Game Boy Advance recibió un relanzamiento en la Consola Virtual de Wii U en enero de 2015 y en Nintendo Switch Online el 26 de mayo de 2023.

## Recepción
Nintendo ha vendido 20,61 millones de copias en todo el mundo, lo que lo convierte en el videojuego más adquirido para SNES. En los Estados Unidos, Super Mario Advance 2 para Game Boy Advance vendió 2,5 millones de unidades y obtuvo 74 millones de dólares de ingresos en agosto de 2006. Durante el período comprendido entre enero de 2000 y agosto de 2006, se convirtió en el segundo juego portátil más comprado en Estados Unidos.
Super Mario World recibió elogios comerciales y críticos. El sitio web de agregador de reseñas GameRankings lo clasificó como el decimoséptimo mejor juego de todos los tiempos con una puntuación total del 94 % según nueve reseñas.
Las imágenes y la presentación fueron dos de los aspectos más elogiados. Después de su lanzamiento, Rob Swan de Computer and Video Games señaló que los gráficos eran un excelente ejemplo de lo que la entonces nueva Super Nintendo era capaz de hacer, mientras que en la misma revisión, Paul Glancey comentó de manera similar que eran impresionantes y estaba agradecido de que el título era gratis con la consola. Cuatro críticos se hicieron eco de esto en Electronic Gaming Monthly, pero comentaron que aprovechó poco las capacidades de SNES en comparación con otros videojuegos disponibles para el sistema. Las reseñas retrospectivas coincidieron en que las imágenes todavía eran de alta calidad. Karn Bianco de Cubed3 disfrutó del estilo visual relajado y elogió a Nintendo por mantener todo «agradable y simple» al diseñar una entrega perfecta para niños. Lucas Thomas de IGN lo anunció como un salto significativo con respecto a los visuales de la era de 8 bits, pero en retrospectiva sintió que no se distinguía de ser una continuación gráficamente mejorada de su predecesor, Super Mario Bros. 3. Por el contrario, Frédéric Goyon de Jeuxvideo.com pensó que sacó todo el potencial (aunque menos que Donkey Kong Country), y Nadia Oxford de USGamer también sintieron que era una versión menos rígida de su predecesor. Skyler Miller de AllGame y Alex Navarro de GameSpot elogiaron los personajes bien dibujados, las ilustración coloridas y la animación agradable. Morgan Sleeper de Nintendo Life dijo que Super Mario World es el «santo grial gráfico» al que aspiran los juegos de estilo retro, e insistió en que su diseño se mantiene bien hoy en día.
Los analíticos elogiaron el valor de repetición y su jugabilidad única en comparación con los títulos más antiguos de Super Mario. Cuatro comentaristas de Electronic Gaming Monthly elogiaron la cantidad de secretos y la diversidad entre sus zonas, y expresaron su agradecimiento por el hecho de que Nintendo no recicle los activos de Super Mario Bros. 3. Swan y Glancey disfrutaron del juego adictivo y de la gran cantidad de fases, mientras que Dan Whitehead de Eurogamer elogió la divergencia con respecto a las plataformas lineales y afirmó que es un salto evolutivo para los videojuegos en general. Asimismo, Goyon valoró la opción de poder terminarlo utilizando rutas alternativas. Bianco opinó que era «uno de los juegos de plataformas más fluidos que existen», mientras que Thomas pensó que su diseño «magistral» e innovador mejoraba la experiencia general. Navarro también sintió que presentaba algunos de los mejores y más desafiantes escenarios que la serie ha ofrecido hasta ahora, y dijo que «nada en el título se siente fuera de lugar o superfluo». Miller consideró que la duración total era su aspecto más fuerte, mientras que Oxford pensó que la jugabilidad podría ser a la vez sencilla y compleja, debido a la gran cantidad de secretos que contenía. En retrospectiva, Sleeper creía que el mayor logro era su diseño de niveles, llamándolo una «clase magistral incomparable» con una sensación constante de impulso.
El audio también ha sido bien recibido por la crítica. Swan creía que utilizaba el chip PCM de SNES en su máximo potencial, y tanto él como Glancey estuvieron de acuerdo en que los efectos de sonido eran «alucinantes». Thomas calificó la banda sonora como «otro de los clásicos de Koji Kondo», pero en retrospectiva comentó que no era tan memorable como su trabajo anterior. Goyon elogió la originalidad de la música y consideró que la contribución técnica de la consola permitió a los usuarios disfrutar de una composición «globalmente magnífica». Tanto Goyon como Jason Schreier de Kotaku sintieron que sus efectos rítmicos eran importantes y ayudaron a reforzar la atmósfera del título. A Miller le gustó la armonía alegre y disfrutó especialmente de los efectos de sonido resonantes que se escuchaban cuando Mario estaba bajo tierra, un sentimiento compartido por otros críticos. Tanto Sleeper como Navarro escribieron que presentaba la mejor música de toda la serie Super Mario, con Sleeper elogiando la banda sonora «atemporal» y las melodías memorables de Kondo.

### Premios
El título recibió los premios Juego del Año 1991 de Nintendo Power y Power Play. Muchas reseñas retrospectivas lo declararon como uno de los mejores videojuegos de todos los tiempos. En 2009, en una encuesta realizada por la revista británica especializada en cine Empire lo votó como «el mejor de todos los tiempos». Ese año, Official Nintendo Magazine lo colocó en el séptimo lugar en una lista de los títulos destacados de Nintendo de todos los tiempos. En su último número de octubre de 2014,  lo clasificó como el tercer mejor de la empresa de todos los tiempos, detrás de The Legend of Zelda: Ocarina of Time y Super Mario Galaxy. En 2012, Nintendo Power lo nombró de manera similar como el quinto mejor de todos los tiempos, un paso adelante desde su octava clasificación en su sondeo de 2006. Ha aparecido en varias listas de los «mejores juegos de todos los tiempos», como las de Electronic Gaming Monthly, Game Informer, Retro Gamer y GameSpot. En 2007, Retro Gamer lo calificó como la mejor entrega de plataformas de todos los tiempos, mientras que USgamer lo catalogó como el mejor de Super Mario en 2015. En 1996, GamesMaster clasificó a Super Mario World en tercer lugar en su lista «The GamesMaster SNES Top 10». En 1995, Total! lo incluyó en el puesto once en su Top 100 de videojuegos de SNES, en ese momento opinaron que es «un candidato al juego sobresaliente de todos los tiempos».

## Legado
Como juego incluido para Super Nintendo, Super Mario World ayudó a popularizar la consola y se convirtió en el más vendido de su generación. Shigeru Miyamoto ha dicho que es su título de Mario favorito.
Yoshi se convirtió en uno de los personajes más importantes de la franquicia, reapareciendo en entregas posteriores de la serie y en casi todos los deportivos y spin-offs de Mario. Aparece como el protagonista jugable principal en la precuela de 1995, Super Mario World 2: Yoshi's Island, lo que ayudó a generar múltiples títulos centrados en él. NovaLogic estaba desarrollando un clon, Super Mario's Wacky Worlds, para el sistema Philips CD-i de 1992 a 1993, pero se canceló debido al fracaso comercial de la consola. En una encuesta realizada en 2008, votaron a Yoshi como el tercer personaje de videojuego favorito en Japón, con Cloud Strife y Mario en segundo y primer lugar.
DIC Entertainment produjo una serie animada del mismo nombre, que consta de trece episodios, que se transmitió por NBC de septiembre a diciembre de 1991. Super Mario World tiene una gran escena de pirateo ROM, y la fanbase usa aplicaciones como Lunar Magic para crear fases e insertar nuevos gráficos, música y mecánicas; Kaizo Mario World se destaca por aparecer en muchos videos de Let's Play y por popularizar la palabra Kaizo para referirse a trucos de extrema dificultad. De manera similar, es uno de los cuatro juegos cuyos recursos están disponibles en Super Mario Maker, un creador de niveles personalizados lanzado para la Wii U en 2015, también en su port para Nintendo 3DS en 2016 y su secuela de 2019.